# Birger Maertens
Birger Maertens, né le 28 juin 1980 à Bruges, est un footballeur belge retraité. Il évoluait comme défenseur central.

## Carrière
Maertens a été formé au FC Bruges et il rejoint le noyau professionnel en 2001. Il dispute son premier match officiel le 9 août 2001 contre les Islandais du ÍA Akranes. Bicky, comme on le surnomme,
s'impose petit à petit et devient même titulaire indiscutable. Maertens compense sa petite taille pour un défenseur central et son manque parfois d'engagement par un placement souvent irréprochable. En juin 2007, il doit subir une opération et lors de son retour, Jeroen Simaeys s'est imposé en défense centrale et Maertens ne parvient pas à retrouver sa place. En juin 2008, son contrat n'est pas prolongé et Briger Maertens quitte le FC Bruges. Il signe au Heracles Almelo.
Birger dispute son premier et seul match avec l'équipe de Belgique le 12 octobre 2005 contre la Lituanie où il entre à la mi-temps.
En juin 2012, Maertens rejoint la deuxième division belge et le KVC Westerlo, le club venant de faire la culbute depuis la première division.

## Statistiques
| Saison    | Club            | Pays     | Championnat | Match | Buts |
| --------- | --------------- | -------- | ----------- | ----- | ---- |
| 2001-2002 | FC Bruges       | Belgique | Division 1  | 17    | 0    |
| 2002-2003 | FC Bruges       | Belgique | Division 1  | 31    | 1    |
| 2003-2004 | FC Bruges       | Belgique | Division 1  | 16    | 0    |
| 2004-2005 | FC Bruges       | Belgique | Division 1  | 26    | 0    |
| 2005-2006 | FC Bruges       | Belgique | Division 1  | 33    | 0    |
| 2006-2007 | FC Bruges       | Belgique | Division 1  | 27    | 0    |
| 2007-2008 | FC Bruges       | Belgique | Division 1  | 12    | 0    |
| 2008-2009 | Heracles Almelo | Pays-Bas | Division 1  | 31    | 0    |
| 2009-2010 | Heracles Almelo | Pays-Bas | Division 1  | 30    | 2    |
| 2010-2011 | Heracles Almelo | Pays-Bas | Division 1  | 32    | 0    |
| 2011-2012 | Heracles Almelo | Pays-Bas | Division 1  |       |      |
| 2012-2013 | KVC Westerlo    | Belgique | Division 2  |       |      |

## Palmarès
FC Bruges
- Jupiler League
  - Champion (2) : 2003, 2005
- Coupe de Belgique
  - Vainqueur (3) : 2002, 2004, 2007
- Supercoupe de Belgique
  - Vainqueur (4) : 2002, 2003, 2004, 2005